# The Innocent
The Innocent è un film del 1993 diretto da John Schlesinger.
Pellicola thriller con interpreti principali Anthony Hopkins, Campbell Scott e Isabella Rossellini.
Il film è ambientato a Berlino durante la guerra fredda ed è tratto dal romanzo Lettera a Berlino di Ian McEwan che ne ha anche curato la sceneggiatura.
Fu presentato alla Quinzaine des Réalisateurs del 38º Festival di Cannes.

## Trama
È il 1955. Un tecnico telefonico, Leonard Marnham, giunge a Berlino Ovest. In breve, è lì per compiere una missione di spionaggio. Contemporaneamente e imprevedibilmente conosce Maria, che è sposata. Il marito della ragazza tedesca si presenta e le cose volgono al peggio. Uscito di scena il marito, poi, si succedono altri problemi inestricabili con il controspionaggio. Dunque Leonard decide di scappare in aereo. Maria lo saluta con affetto e si trova un altro compagno di vita.